# Andrelândia (gemeente)
Andrelândia is een gemeente in de Braziliaanse deelstaat Minas Gerais. De gemeente telt 12.369 inwoners (schatting 2009).

## Aangrenzende gemeenten
De gemeente grenst aan Arantina, Bom Jardim de Minas, Liberdade, Lima Duarte, Madre de Deus de Minas, Piedade do Rio Grande, Santana do Garambéu, São Vicente de Minas, Seritinga en Serranos.

## Verkeer en vervoer
De plaats ligt aan de weg BR-494.